# Fête du Roi (Belgique)
Pour les articles homonymes, voir Fête du Roi.
Ne doit pas être confondu avec la fête nationale néerlandaise : Fête du Roi (Pays-Bas).
La fête du Roi (en néerlandais : Koningsdag ; en allemand : Festtag des Königs) est une fête célébrée depuis 1866 en Belgique le 15 novembre, le jour de la Saint-Léopold (nom des deux premiers et du quatrième rois) dans le calendrier liturgique germanique. Sous le règne du roi Albert Ier, il s'agissait d'abord de la Saint-Albert (troisième et enfin sixième roi) dans le calendrier général, à savoir le 26 novembre. Toutefois, sa mère, la princesse Marie de Hohenzollern-Sigmaringen, décéda le 26 novembre 1912. Le roi décida de rétablir la célébration du 15 novembre, jusqu'à ce que la Première Guerre mondiale se termine. Baudouin a décidé en 1951 de ne pas changer cette date, à partir de 1952.
Avant 2000, la cérémonie consistait exclusivement en un Te Deum chanté à la Cathédrale Saints-Michel-et-Gudule. La famille royale assiste encore à cette célébration organisée par les autorités religieuses. Cependant depuis 2000, dans un souci de laïcisation, les autorités civiles organisent une séance d'hommages au palais de la Nation à laquelle le Roi et la Reine n'assistent pas.
Durant la régence du prince Charles (1944-1950), cette fête s'appelait Fête de la Dynastie. L'expression est encore employée de nos jours mais est toutefois erronée, comme le souligne une lettre circulaire du ministre de l'Intérieur de 1953.
Cette date a aussi été choisie comme jour de fête de la Communauté germanophone. Cette date est aussi un jour férié pour une grande partie des fonctionnaires fédéraux.